# Casco Histórico de Barajas
Casco Histórico de Barajas è un quartiere di Madrid, nel distretto di Barajas.

## Geografia
La sua superficie è di 60,92 ettari, per una popolazione di 7 481 abitanti nell'anno 2018. È circondata dai quartieri Aeropuerto e Timón; ad ovest il suo territorio è limitato dall'Avenida de Logroño, a sud dal carrer Ayerbe verso est dal vecchio tracciato della ferrovia per l'aeroporto l'attuale M-14, a nord dalla M-13.

## Monumenti e luoghi d'interesse

### La Chiesa San Pedro Apóstol
È uno degli edifici che fanno parte del maniero di Barajas in epoca medievale, insieme ad altre vestigia come il castello di Zapata o il monastero che Pedro Zapata fondò a Rejas nel 1479 e i cui resti erano ancora visibili sulle mappe dell'esercito dalla metà del secolo scorso.
Da una piazzetta, di spiccato carattere rinascimentale importato dall'Italia, costituisce un chiaro esempio della dicotomia tra le antiche usanze rurali radicate nel Medioevo, e la modernità avvenuta in Castiglia a partire dalla fine del XVI secolo.

### La piazza Mayor
Portava il nome dei fratelli Falcó e Álvarez de Toledo, una denominazione messa in discussione secondo la legge spagnola sulla memoria storica, motivo per cui si propose di chiamarla Plaza Mayor de Barajas. La sua pianta è rettangolare. La generosa estensione colonnata delle sue ali è segnata, in tre di esse, da un casale a due piani sovrastato da tetti spioventi con tegole arabe. Uno spazio centrale alberato, con quattro enormi cedri che circondano una fontana con un punto di riferimento scultoreo in bronzo, conferisce a questa piazza in stile rinascimentale una parvenza irripetibile nella regione di Madrid. Gli esperti la paragonano alle piazze principali contemporanee di Pedraza a Segovia, e Briviesca a Burgos.

## Trasporti

### Metro
Nel suo territorio si trova la stazione Barajas della linea 8 della metropolitana di Madrid.

### Autobus
| 101 | Canillejas - Aeropuerto / Barajas      |
| 105 | Ciudad Lineal - Barajas                |
| 112 | Mar de Cristal - Barrio del Aeropuerto |
| 115 | Avenida de América - Barajas           |
| 151 | Canillejas - Barajas                   |

## Farmacie
- Avenida General numero 1 (quartiere Casco Histórico de Barajas);
- Calle Canal de Suez numero 17 (quartiere Casco Histórico de Barajas);
- Calle de los Feriantes numero 3 (quartiere Casco Histórico de Barajas);
- Calle San Estanislao numero 6 (quartiere Casco Histórico de Barajas).

## La grande distribuzione organizzata
- Dia (discount)DIA Supermercato Casco Histórico de Barajas: nell'Avenida General;
- Hiber Supermercato Casco Histórico de Barajas: nell'Avenida General.